# Агава (митологија)
Агава је у грчкој митологији била кћер тебанског краља Кадма и Хармоније.

## Митологија
Према Аполодору, Агава је била удата за Ехиона, који је био један од преживелих ратника изниклих из змајевих зуба (тзв. Спарти). Са њим је имала сина Пентеја. Након смрти своје сестре Семеле, Агава је проширила гласину да Семелин љубавник није био Зевс, већ обичан смртник, што је расрдило бога Диониса који је рођен у тој вези. Због тога је Дионис дошао у Тебу којом је сада владао Агавин син Пентеј. Дионис је наредио Тебанкама да оду на Китерон како би прославиле његове мистерије, али се нови тебански краљ томе успротивио и чак наредио да се жене силом врате у град. Дионис је, већ љут због клевета његове мајке, обоје залудео; краљ је преобучен у женске хаљине отишао на Китерон, а Агава када га је видела, веровала је да види дивљу звер и растргла га. Када се отрезнила и видела шта је урадила, побегла је из Тебе у Илирију. Тамо се удала за краља Ликотерсеја, али га је потом и убила како би свом оцу омогућила да влада и над Илиријом. Према неким изворима, њена смрт нигде није описана.

## Други ликови
- Аполодор, Хигин, Хесиод у теогонији и Хомер у „Илијади“ је наводе као једну од Нереида.[4]
- Аполодор је наводи и као једну од Данаида, чија је мајка била Европа, а муж Лик.[5]
- Према Хигину, Агава је била и једна од Амазонки.[6]